# Турава (річка)
Турава (пол. Turawa) — гірська річка в Україні, у Рожнятівському районі Івано-Франківської області. Права притока Лімниці, (басейн Дністра).

## Опис
Довжина річки 18 км, похил річки 16 м/км, площа басейну водозбору 32,0 км², найкоротша відстань між витоком і гирлом — 14,62 км, коефіцієнт звивистості річки — 1,2 .

## Розташування
Бере початок на північно-східних схилах гори Турава (940,4 м) біля селища Турівка. Тече переважно на північний захід через Небилів, і в селі Ловаги впадає у річку Лімницю, праву притоку Дністра. 
Населені пункти вздовж берегової смуги: Погар, Сливки,Небилів

## Притоки
- Мала Турава (ліва).